# Проскурівка (Хмельницький район)
Проскурі́вка — село в Україні, у Солобковецькій сільській громаді Хмельницького району Хмельницької області. Населення становить 940 осіб.

## Історія
7 (20) листопада 1917 року, відповідно до Третього Універсалу Української Центральної Ради, увійшло до складу Української Народної Республіки.
12 червня 2020 року, відповідно до розпорядження Кабінету Міністрів України № 727-р «Про визначення адміністративних центрів та затвердження територій територіальних громад Хмельницької області», увійшло до складу Солобковецької сільської громади.
19 липня 2020 року, в результаті адміністративно-територіальної реформи та ліквідації Ярмолинецького району, село увійшло до складу новоутвореного Хмельницького району.

## Населення

### Мова
Розподіл населення за рідною мовою за даними перепису 2001 року:
| Мова       | Кількість | Відсоток |
| ---------- | --------- | -------- |
| українська | 929       | 98.83%   |
| російська  | 10        | 1.06%    |
| білоруська | 1         | 0.11%    |
| Усього     | 940       | 100%     |

## Економіка
В селі працює Державне підприємство «Дослідне господарство „Проскурівка“ Миронівського інституту пшениці імені В. М. Ремесла Національної академії аграрних наук України», створене у грудні 1991 року на базі місцевого радгоспу імені Комінтерну. Основними напрямами діяльності підприємства є рослинництво і тваринництво. Тут вирощують зернові, зернобобові та олійні культури, займаються розведенням свиней та ВРХ молочних порід. Крім того, є лісове господарство, ведеться прісноводне рибництво.

## Відомі люди
Народилися
- Козак Антон Рафаїлович (нар. 1948) — український педагог, краєзнавець.